# Micrurus dissoleucus
Micrurus dissoleucus este o specie de șerpi din genul Micrurus, familia Elapidae, descrisă de Cope 1860. A fost clasificată de IUCN ca specie cu risc scăzut.

## Subspecii
Această specie cuprinde următoarele subspecii:
- M. d. dissoleucus
- M. d. dunni
- M. d. melanogenys
- M. d. meridensis
- M. d. nigrirostris